# Friedrichite
La friedrichite è un minerale.